# Ancyluris aristodorus
Ancyluris aristodorus är en fjärilsart som beskrevs av Morisse 1837. Ancyluris aristodorus ingår i släktet Ancyluris och familjen Riodinidae. Inga underarter finns listade i Catalogue of Life.